# Список эпизодов телесериала «Байки из склепа»
Список эпизодов сериала «Байки из склепа» (англ. Tales from the crypt) производства американского канала HBO. Сериал транслировался с 1989 по 1996 год. Всего было снято 93 серии (в составе 7 сезонов) и 3 полнометражных фильма.

## Эпизоды

### Сезон 1 (1989)
| # | Название | Режиссёр       | Сценарист(ы)                                 | Эфир         | По мотивам                |
| - | --- | -------------- | -------------------------------------------- | ------------ | ------------------------- |
| 1 | Человек, который был Смертью (англ. The Man Who Was Death) | Уолтер Хилл    | Уолтер Хилл и Роберт Рено                    | 10 июня 1989 | Crypt of Terror #17 (#1)  |
| 1 | После упразднения смертной казни, служащий тюрьмы (Уильям Сэдлер) начинает методично вершить своё правосудие. |                |                                              |              |                           |
| 2 | Мирно дремлет старый дом… (англ. And All Through The House) | Роберт Земекис | Фред Деккер                                  | 10 июня 1989 | Vault of Horror #35 (#24) |
| 2 | В Канун Рождества к женщине (Мэри Трейнор), убившей собственного мужа (Маршалл Белл), приходит маньяк (Ларри Дрейк) в костюме Санты и устраивает смертельную игру в кошки-мышки… |                |                                              |              |                           |
| 3 | Закопайте этого кота… Он правда сдох (англ. Dig That Cat...He's Real Gone) | Ричард Доннер  | Терри Блэк                                   | 10 июня 1989 | Haunt of Fear #21         |
| 3 | Бездомному (Джо Пантолиано) вживляют кошачью железу, и он получает девять шансов избежать смерти. Вскоре «кот» становится звездой смертельных номеров на карнавалах. Однако, когда он решает кинуть своих сообщников и сбежать со всеми деньгами после финального представления, он совсем не рассчитывает то, что одну жизнь он потерял в самом начале. Финальный просчёт стоил ему действительно настоящей жизни. |                |                                              |              |                           |
| 4 | Всего лишь смертный грех (англ. Only Sin Deep) | Говард Дойч    | Фред Деккер                                  | 14 июня 1989 | Haunt of Fear #24         |
| 4 | Молодая проститутка (Лиа Томпсон) мечтает о богатом парне (Бретт Каллен). Она спорит с коллегой, что охмурит богатея за 10 дней. Тут-то ей и попадается человек (Бритт Лич), который может дать девушке $10 тыс. в долг, но в залог он возьмет её…молодость. |                |                                              |              |                           |
| 5 | Любимая, приди ко мне с топором (англ. Lover Come Hack To Me) | Том Холланд    | Майкл МакДауэлл                              | 21 июня 1989 | Haunt of Fear #19         |
| 5 | Все молодожёны (Стивен Шеллен и Аманда Пламмер) мечтают о счастливом браке. Для них очень важна первая брачная ночь, ведь как встретишь брак, так его и проведёшь. Но у жениха и невесты, как оказалось, разные взгляды на эту тему. |                |                                              |              |                           |
| 6 | Полная коллекция (англ. Collection Completed) | Мэри Ламберт   | А. Уитни Браун, Боттл Дэвис и Рэндольф Дэвис | 28 июня 1989 | Vault of Horror #25 (#14) |
| 6 | Пенсионер (М. Эммет Уолш) не знает чем заняться в свободное время. Жена (Одра Линдли) сошла с ума и помешалась на животных. Терпение мужа-пенсионера в какой-то момент иссякает и он решает связать своё новое хобби с теми, кто мешает ему жить. |                |                                              |              |                           |

### Сезон 2 (1990)
| #  | Название | Режиссёр             | Сценарист(ы)                                      | Эфир           | По мотивам                                              |
| -- | --- | -------------------- | ------------------------------------------------- | -------------- | ------------------------------------------------------- |
| 1  | Смертельно верное предсказание (англ. Dead Right) | Говард Дойч          | Энди Волк                                         | 21 апреля 1990 | Shock SuspenStories #6                                  |
| 1  | Эгоистичная и жадная до наживы официантка (Деми Мур) следует совету предсказательницы (Наталия Ногулих) и выходит замуж за омерзительного толстяка (Джеффри Тэмбор) узнав, что вскоре после женитьбы, он унаследует состояние и умрёт жуткой смертью.                               |                      |                                                   |                |                                                         |
| 2  | Замена (англ. The Switch) | Арнольд Шварценеггер | Ричард Таггл и Майкл Таав                         | 21 апреля 1990 | Tales From the Crypt #45                                |
| 2  | Один богатый старик (Уильям Хикки) влюбился в 20-летнюю красавицу (Келли Престон). Но есть одна проблема — она не любит старичков. Тогда миллионер решается пойти на уникальную экспериментальную операцию…                                                                         |                      |                                                   |                |                                                         |
| 3  | Снимай колоду (англ. Cutting Cards) | Уолтер Хилл          | Мэй Вудс и Уолтер Хилл                            | 21 апреля 1990 | Tales From the Crypt #32                                |
| 3  | Когда встречаются два профессиональных шулера (Кевин Тай и Лэнс Хенриксен) и начинают играть, то трудно выйти из состязания победителем. Причём исход игры может быть непредсказуем…                                                                                                |                      |                                                   |                |                                                         |
| 4  | До самой смерти (англ. 'Til Death) | Крис Уолас           | Джери Баркилон Дэ Суза                            | 24 апреля 1990 | Vault of Horror #28                                     |
| 4  | Многообещающий молодой бизнесмен (Дональд Моффетт) мечтает построить фешенебельный отель на ритуальном месте. Также он мечтает влюбить в себя богатую красавицу, использует магическое зелье, и она влюбляется в него до самой смерти…                                              |                      |                                                   |                |                                                         |
| 5  | Трое — это уже толпа (англ. Three's a Crowd) | Дэвид Бёртон Моррис  | Ким Китэльсон и Дэвид Бёртон Моррис               | 1 мая 1990     | Shock SuspenStories #11                                 |
| 5  | Вечный шекспировский сюжет адюльтера: муж, жена и друг семьи. Муж (Гевен О’Херлайхи) ослеплён ревностью, психически неуравновешен и бесплоден. Друг семьи (Пол Либер) богат и крутится вокруг жены. В голове у мужа зарождается коварный план…                                      |                      |                                                   |                |                                                         |
| 6  | Тварь из могилы (англ. The Thing From The Grave) | Фред Деккер          | Фред Деккер                                       | 8 мая 1990     | Tales From the Crypt #22 (иллюстрации) Haunt of Fear #1 |
| 6  | Супермодель (Тери Хэтчер) и фотограф (Кайл Секор) влюбляются друг в друга. Когда любящий распускать руки парень девушки (Мигель Феррер) узнаёт об этом, он решает убить фотографа, но вскоре понимает, что истинную любовь невозможно разрушить.                                    |                      |                                                   |                |                                                         |
| 7  | Жертвоприношение (англ. The Sacrifice) | Ричард Гринберг      | Росс Томмас                                       | 15 мая 1990    | Shock SuspenStories #10                                 |
| 7  | Страховой агент (Кевин Килнер) убивает надоедливого клиента (Дон Худ), желая завладеть его деньгами и… его женой (Ким Дилейни). Но кто-то (Майкл Айронсайд) знает о совершённом им преступлении и начинает шантажировать мужчину.                                                   |                      |                                                   |                |                                                         |
| 8  | Ради громких криков (англ. For Cryin' Out Loud) | Джеффри Прайс        | Джеффри Прайс и Питер С. Симан                    | 22 мая 1990    | Shock SuspenStories #15                                 |
| 8  | Жуликоватый менеджер (Ли Аренберг) устраивает концерт, с деньгами от проведения которого он собирается сбежать. Но хитрая банкирша (Кэти Сагал) осложняет его жизнь, начиная шантажировать и требуя часть денег. Тогда мужчина убивает её, не подозревая, что скоро сойдёт с ума.   |                      |                                                   |                |                                                         |
| 9  | Четырёхсторонний треугольник (англ. Four-Sided Triangle) | Том Холланд          | Джеймс Тагенд и Том Холланд                       | 29 мая 1990    | Shock SuspenStories #17                                 |
| 9  | После долгих издевательств девушка (Патриция Аркетт) с фермы сходит с ума и влюбляется в пугало. Когда хозяин (Челси Росс) узнаёт об этом, он переодевается в пугало, желая тем самым, склонить женщину к интимной близости с ним. Но что-то идёт совсем не так, как он планировал… |                      |                                                   |                |                                                         |
| 10 | Кукла чревовещателя (англ. The Ventriloquist's Dummy) | Ричард Доннер        | Фрэнк Дарабонт                                    | 5 июня 1990    | Tales From the Crypt #28                                |
| 10 | Молодой кукловод (Бобкэт Голдтуэйт) ищет протекции признанного шоумена (Дон Риклс), но не знает, что тот хранит тёмную тайну своего мастерства. |                      |                                                   |                |                                                         |
| 11 | Джуди, сегодня ты сама не своя (англ. Judy, You're Not Yourself Today) | Ранда Хэйнс          | Скотт Нимерфро                                    | 12 июня 1990   | Tales From the Crypt #25                                |
| 11 | Старая злая ведьма (Фрэнсис Бэй) выдаёт себя за продавца косметики, когда появляется на пороге дома молодой супружеской пары (Брайан Кервин и Кэрол Кейн), уговаривая жену померить ожерелье, которое поменяет её телами с ведьмой.                                                 |                      |                                                   |                |                                                         |
| 12 | Соответствующее наказание (англ. Fitting Punishment) | Джек Шолдер          | Джонатан Дэвид Кан, Майкл Аллен Кан и Дон Манчини | 19 июня 1990   | Vault of Horror #16                                     |
| 12 | Жестокий владелец похоронного бюро (Моузес Ганн) из Алабамы приютил осиротевшего 16-летнего племянника. |                      |                                                   |                |                                                         |
| 13 | Беда Кормана (англ. Korman's Kalamity) | Роуди Хэррингтон     | Терри Блэк                                        | 26 июня 1990   | Tales From the Crypt #31                                |
| 13 | Создатель комиксов Байки из склепа (Гарри Андерсон) узнаёт, что монстры из его историй ожили, покинув книжные страницы и оказавшись в реальном мире. |                      |                                                   |                |                                                         |
| 14 | Нижняя койка (англ. Lower Berth) | Кевин Ягер           | Фред Деккер                                       | 3 июля 1990    | Tales From the Crypt #33                                |
| 14 | Хранитель склепа рассказывает историю своего рождения — историю любви циркового уродца (Джефф Ягер) и мумии, которой более 4 тысяч лет. |                      |                                                   |                |                                                         |
| 15 | Немой свидетель для убийцы (англ. Mute Witness To Murder) | Джим Симпсон         | Нэнси Дойн                                        | 10 июля 1990   | Crypt of Terror #18                                     |
| 15 | Став свидетельницей убийства, женщина (Патриша Кларксон) теряет способность говорить — между тем, убийца (Ричард Томас) решает довести дело до конца и никогда не позволить женщине вновь сказать хоть слово.                                                                       |                      |                                                   |                |                                                         |
| 16 | Телевизионный террор (англ. Television Terror) | Чарльз Пикерни       | Джей. Рэндолл Джонсон и Джи. Джей. Прасс          | 17 июля 1990   | Haunt of Fear #17                                       |
| 16 | Желая поднять рейтинги, ведущий ток-шоу (Мортон Доуни) и его съёмочная группа отправляются в дом, в котором живёт призрак женщины, убившей семерых мужчин. |                      |                                                   |                |                                                         |
| 17 | Смотритель для моего брата (англ. My Brother's Keeper) | Питер С. Симан       | Джеффри Прайс и Питер С. Симан                    | 24 июля 1990   | Shock SuspenStories #16                                 |
| 17 | Отношения между сиамскими близнецами (Тимоти Стэк и Джонатан Старк) становятся напряжёнными, когда добрый близнец не соглашается на операцию по отделению от своего злого брата. |                      |                                                   |                |                                                         |
| 18 | Тайна (англ. The Secret) | Майкл Рива           | Даг Роннинг                                       | 31 июля 1990   | Haunt of Fear #24                                       |
| 18 | 12-летний мальчик-сирота Теодор (Майк Симмрин) находит новый дом в семье богатой бездетной пары (Грейс Забриски и Уильям Фрэнкфазер), хранящей тёмный секрет. Как бы там ни было, ещё более страшное открытие ждёт их самих.                                                        |                      |                                                   |                |                                                         |

### Сезон 3 (1991)
| #  | Название | Режиссёр            | Сценарист(ы)                                        | Эфир            | По мотивам               |
| -- | --- | ------------------- | --------------------------------------------------- | --------------- | ------------------------ |
| 1  | До смерти влюблен (англ. Loved To Death) | Том Манкевич        | Джо Миньон и Джон Манкевич                          | 15 июня 1991    | Tales From The Crypt #25 |
| 1  | Писатель Эдвард Фостер (Эндрю Маккарти) узнаёт, что любовь может быть опасной, когда ему в руки попадает любовное зелье, заставляющее женщин хотеть его и готовых на всё, чтобы получить взаимность. |                     |                                                     |                 |                          |
| 2  | Мерзкая смерть (англ. Carrion Death) | Стивен И. Дэ Суза   | Стивен И. Дэ Суза                                   | 15 июня 1991    | Shock SuspenStories #9   |
| 2  | Оказавшись в бегах, преступник (Кайл Маклахлен) убивает представителя закона (Джордж Дел-Хойо). Однако, оказавшись прикованным наручниками к мужчине, вынужден тащить его труп до самой границы с Мексикой. Кроме того, он понимает, что его преследует голодный стервятник.                                                            |                     |                                                     |                 |                          |
| 3  | Ловушка (англ. The Trap) | Майкл Джей Фокс     | Скотт Александр                                     | 15 июня 1991    | Shock SuspenStories #18  |
| 3  | Потеряв работу доставщика пиццы, Лу Палома (Брюс Макгилл) разрабатывает план по инсценировке собственной смерти, после которой он сможет получить деньги по страховке. Но план даёт осечку, когда его родные и друзья верят в смерть Лу.                                                                                                |                     |                                                     |                 |                          |
| 4  | Абра-Кадавр! (англ. Abra Cadaver) | Стивен Хопкинс      | Джим Бирг                                           | 19 июня 1991    | Tales From The Crypt #37 |
| 4  | Много лет спустя после завершения медицинской карьеры брата (Бо Бриджес) в результате сердечного приступа после неудачной шутки в День Рождения, самонадеянный врач (Тони Голдуин) соглашается принять участие в его научном эксперименте.                                                                                              |                     |                                                     |                 |                          |
| 5  | Главная роль (англ. Top Billing) | Тодд Холланд        | Майлз Берковитц                                     | 26 июня 1991    | The Vault of Horror #39  |
| 5  | Отчаявшийся актёр (Джон Ловитс) убивает своего соперника (Брюс Бокслейтнер) — кандидата на главную роль в странной театральной постановке «Гамлета». |                     |                                                     |                 |                          |
| 6  | Смертельное ожидание (англ. Dead Wait) | Тоуб Хупер          | Эй. Л. Катц и Гилберт Адлер                         | 3 июля 1991     | The Vault of Horror #23  |
| 6  | Головорез (Джеймс Ремар) пытается украсть редчайший драгоценный камень Чёрная жемчужина у Дюваля (Джон Рис-Дэвис) — владельца плантации на маленьком острове, на котором бушуют военные действия. |                     |                                                     |                 |                          |
| 7  | Вампир поневоле (англ. The Reluctant Vampire) | Эллиот Сильверштайн | Терри Блэк                                          | 10 июля 1991    | The Vault of Horror #20  |
| 7  | Современный сентиментальный вампир (Малкольм Макдауэлл) работает ночным сторожем в банке крови, чтобы избежать человеческих жертв. Вскоре владелец банка (Джордж Уэндт) узнаёт, что его бизнесу приходит конец, а вампир вынужден вновь начать убивать людей.                                                                           |                     |                                                     |                 |                          |
| 8  | Мольберт тебя погубит (англ. Easel Kill Ya) | Джон Харрисон       | Лирра Уилсон                                        | 17 июля 1991    | The Vault of Horror #31  |
| 8  | Нищий художник Джек Крейг (Тим Рот) не может продать ни одной из своих картин. После того, как он написал произведение, изображающее жестокое убийство, Джек знакомится с коллекционером Малькольмом Мэйфлауэром (Уильям Атертон), заказавшим у художника новые картины. Чтобы найти вдохновение, Джек совершает серию убийств.         |                     |                                                     |                 |                          |
| 9  | Служащий похоронного бюро (англ. Undertaking Parlor) | Майкл Тау           | Рон Финли                                           | 24 июля 1991    | Tales From The Crypt #39 |
| 9  | Группа подростков (Джейсон Марсден, Арон Эйзенберг, Скотт Фалтс, и Куан Ке Хюи), мечтающих работать в кино, проникают тайком в похоронное бюро, чтобы снять фильм ужасов. В ходе этого приключения ребята узнают, что местный гробовщик (Джон Гловер) состоит в заговоре с фармацевтом (Грэм Джарвис) — оба они хранят страшный секрет! |                     |                                                     |                 |                          |
| 10 | Траурная неприятность (англ. Mournin' Mess) | Мэнни Кото          | Мэнни Кото                                          | 31 июля 1991    | Tales From The Crypt #38 |
| 10 | Спивающийся репортёр (Стивен Уэбер) берётся за расследование таинственных смертей бездомных. Так он выходит на благотворительную организацию под названием G.H.O.U.L.S. — за её фасадом заботы о людях скрывается ужасающая тайна. |                     |                                                     |                 |                          |
| 11 | Мгновенье ока (англ. Split Second) | Рассел Малкаи       | Ричард Кристиан Мэтисон                             | 7 августа 1991  | Shock SuspenStories #4   |
| 11 | В поисках счастья барменша (Мишель Джонсон) выходит замуж за щедрого лесоруба (Брайон Джеймс), а затем буквально сводит его с ума, соблазняя другого дровосека (Билли Уирт). |                     |                                                     |                 |                          |
| 12 | Крайний предел (англ. Deadline) | Уолтер Хилл         | Мэй Вудс и Уолтер Хилл                              | 14 августа 1991 | Shock SuspenStories #12  |
| 12 | Репортёру-неудачнику (Ричард Джордан) предоставляется шанс спасти свою карьеру, когда он откапывает интересную историю об убийстве. Вот только расследование событий приводит его к своей новой любовнице (Марг Хелгенбергер). |                     |                                                     |                 |                          |
| 13 | Испорченная (англ. Spoiled) | Энди Волк           | Конни Джонсон и Даг Роннинг                         | 21 августа 1991 | Haunt of Fear #26        |
| 13 | Любительница мыльных опер, скучающая домохозяйка (Фэй Грант) изменяет с кабельщиком (Энтони Лапалья) своему мужу-трудоголику (Алан Рачинс), учёному, разработавшему новый анестетик. Но неверная жена не предполагала, что вместе с любовником станет частью экспериментов мужа.                                                        |                     |                                                     |                 |                          |
| 14 | Трусость (англ. Yellow) | Роберт Земекис      | Джим Томас, Джон Томас, Эй. Л. Катц и Гилберт Адлер | 28 августа 1991 | Shock SuspenStories #1   |
| 14 | Первая мировая война, лейтенант Мартин Калтроб (Эрик Дуглас) сын генерала (Кирк Дуглас), становится причиной гибели солдат во время опасной операции. Отец приговаривает сына к расстрелу за трусость… |                     |                                                     |                 |                          |

### Сезон 4 (1992)
| #  | Название | Режиссёр            | Сценарист(ы)                | Эфир             | По мотивам               |
| -- | --- | ------------------- | --------------------------- | ---------------- | ------------------------ |
| 1  | Не один, но одинок (англ. None But The Lonely Heart) | Том Хэнкс           | Дональд Лонгтус             | 27 июня 1992     | Tales From The Crypt #33 |
| 1  | Интриган и мошенник Говард Принц (Трит Уильямс), зарабатывает на жизнь весьма необычным способом. Он женится на богатых пожилых женщинах, и после инсценировки несчастного случая исчезает с их деньгами. |                     |                             |                  |                          |
| 2  | Это убьет тебя (англ. This'll Kill Ya) | Роберт Лонго        | Эй. Л. Катц и Гилберт Адлер | 27 июня 1992     | Crime SuspenStories #23  |
| 2  | Самоуверенный учёный (Дилан Макдермотт) получает инъекцию экспериментальной сыворотки и считает, что был убит и дважды подставлен своими партнёрами по лаборатории. |                     |                             |                  |                          |
| 3  | На груди мертвеца (англ. On A Deadman's Chest) | Уильям Фридкин      | Ларри Уилсон                | 27 июня 1992     | Haunt of Fear #12        |
| 3  | Срывающийся рок-певец (Юл Васкес), который презирает новую жену (Тиа Каррере) партнёра по группе (Пол Хипп), по ошибке становится обладателем татуировки на груди, с изображением женщины, которую ненавидит. Изображение, похоже, обладает собственным разумом и не исчезает даже после убийства объекта ненависти. |                     |                             |                  |                          |
| 4  | Сеанс (англ. Seance) | Гэри Флидер         | Гарри Андерсон              | 4 июля 1992      | Vault of Horror #25      |
| 4  | Два мошенника (Бен Косс и Кэти Мориарти) пытаются обокрасть богатого магната (Джон Вернон), но после его смерти от несчастного случая, стараются обмануть его жену (Эллен Кроуфорд), проводя для неё поддельный спиритический сеанс, что вскоре приводит к неприятным последствиям.                                  |                     |                             |                  |                          |
| 5  | Красота остается (англ. Beauty Rest) | Стивен Хопкинс      | Дональд Лонгтус             | 11 июля 1992     | Vault of Horror #35      |
| 5  | Стареющая модель (Мими Роджерс) прибегает к убийству своих младших соперниц, чтобы дать толчок продвижению своей карьеры и получает свой шанс в качестве кандидатки на весьма странный конкурс красоты. |                     |                             |                  |                          |
| 6  | Что готовишь? (англ. What's Cookin'?) | Гилберт Адлер       | Эй. Л. Катц и Гилберт Адлер | 22 июля 1992     | Haunt of Fear #12        |
| 6  | Ресторанный бизнес молодой пары (Кристофер Рив и Бесс Армстронг) терпит неудачи, но вдруг получает огромный рост, когда их помощник (Джадд Нельсон) приготавливает стейк из человечины… |                     |                             |                  |                          |
| 7  | Вновь прибывший (англ. The New Arrival) | Питер Мэдак         | Рон Финли                   | 25 июля 1992     | Haunt of Fear #25        |
| 7  | Высокомерный детский психолог (Дэвид Уорнер) пытается повысить рейтинги своего провального радио-шоу, желая сделать ряд передач из дома странной женщины (Зельда Рубинштейн) и помочь ей справиться с её крайне гиперактивным ребёнком.                                                                              |                     |                             |                  |                          |
| 8  | Раскрытые карты (англ. Showdown) | Ричард Доннер       | Фрэнк Дарабонт              | 1 августа 1992   | Two-Fisted Tales #37     |
| 8  | После убийства техасского рейнджера (Дэвид Морс), безжалостный бандит (Нейл Джиантоли) получает по заслугам, когда все его прошлые жертвы начинают охотиться за ним. |                     |                             |                  |                          |
| 9  | Король дороги (англ. King Of The Road) | Том Холланд         | Джей Рэндолл Джонсон        | 8 августа 1992   | Оригинальный сценарий    |
| 9  | Офицер полиции (Реймонд Барри) возобновляет свою прошлую жизнь драг-рейсера, когда молодой и дерзкий гонщик (Брэд Питт) похищает его дочь. |                     |                             |                  |                          |
| 10 | Маньяк на свободе (англ. Maniac At Large) | Джон Франкенхаймер  | Мэй Вудс                    | 19 августа 1992  | Crime SuspenStories #27  |
| 10 | Робкая, застенчивая работница библиотеки (Блайт Даннер) становится одержимой серийным убийцей и считает, что она — его следующая жертва. |                     |                             |                  |                          |
| 11 | Разрыв личности (англ. Split Personality) | Джоэл Сильвер       | Фред Деккер                 | 26 августа 1992  | Vault of Horror #30      |
| 11 | Мошенник (Джо Пеши) обманным путём добивается свиданий с затворницами сёстрами-близнецами (Kristen Amber Citron and Jacqueline Alexandra Citron) для того, чтобы украсть их наследство. Однако, он не догадывается, что с этими женщинами лучше не пересекаться.                                                     |                     |                             |                  |                          |
| 12 | Вдоль струны (англ. Strung Along) | Кевин Ягер          | Йель Удофф и Кевин Ягер     | 2 сентября 1992  | Vault of Horror #33      |
| 12 | Игра обмана начинается, когда кукловоду (Дональд О’Коннор) «золотого возраста» с его молодой господствующей женой (Патриша Шарбонно) выпадает шанс возродить своё представление для юбилейного шоу и он берёт себе в помощники аниматронного кукольника (Зак Гэллиган), который хочет завладеть его женой.           |                     |                             |                  |                          |
| 13 | Концерт оборотня (англ. Werewolf Concerto) | Стив Перри          | Скотт Нимерфро              | 9 сентября 1992  | Vault of Horror #16      |
| 13 | Группа гостей в уединённом отеле подозревают, что один из них может быть оборотнем (Тимоти Далтон). |                     |                             |                  |                          |
| 14 | Любопытство убивает (англ. Curiosity Killed) | Эллиот Сильверштайн | Стенли Ральф Росс           | 16 сентября 1992 | Tales From The Crypt #36 |
| 14 | Пожилой мужчина (Кевин Маккарти) становится посвящённым в секрет зелья молодости во время похода в лес со своим другом и его женой. Он не хочет делиться этим со своей жестокой и властной женой (Марго Киддер), но у неё на это свои планы…                                                                         |                     |                             |                  |                          |

### Сезон 5 (1993)
| #  | Название | Режиссёр            | Сценарист(ы)                | Эфир                    | По мотивам               |
| -- | --- | ------------------- | --------------------------- | ----------------------- | ------------------------ |
| 1  | Смерть коммивояжёра (англ. Death of Some Salesmen) | Гилберт Адлер       | Эй. Л. Катц и Гилберт Адлер | 2 октября 1993 (HBO)    | Прибежище Страха #15     |
| 1  | Джадд, жуликоватый агент по продаже могильных участков (Эд Бегли-младший) с талантом к продаже людям фальшивых похоронных договоров, находит новых жертв в виде странной деревенской семьи — Мамочки, Папочки и Вайноны (Тим Карри исполнил роли всех троих). …Бедняга не знал, что у семейки особое отношение к коммивояжёрам. В роли миссис Джонс — Ивонн Де Карло.                                               |                     |                             |                         |                          |
| 2  | Что посеешь… (англ. As Ye Sow) | Кайл Маклахлен      | Рон Финли                   | October 2, 1993 (HBO)   | Shock SuspenStories #14  |
| 2  | Считая, что его жена (Пэтси Кенсит) изменяет ему, ревнивый муж (Гектор Элизондо) нанимает детектива (Сэм Уотерстон) и верит, что у его жены роман с местным священником (Джон Ши). Также в ролях Адам Уэст и Мигель Феррер. |                     |                             |                         |                          |
| 3  | Амбра навсегда (англ. Forever Ambergris) | Гэри Фледер         | Скотт Розенберг             | October 2, 1993 (HBO)   | Tales from the Crypt #44 |
| 3  | Фотограф Дэлтон (Роджер Долтри) — на вторых ролях после Айзека (Стив Бушеми). Чтоб вернуть былую славу, Дэлтон отправляется за сенсацией в деревеньку Амалеро, где с жителями произошло нечто ужасное, и берёт с собой Айзека. Он уже придумал как избавиться от соперника и завладеть его женой (Лизетт Энтони), но и девушка не так проста, как кажется…                                                          |                     |                             |                         |                          |
| 4  | Пища для ума (англ. Food for Thought) | Родман Флендер      | Ларри Уилсон                | October 6, 1993 (HBO)   | Tales from the Crypt #40 |
| 4  | Злобный телепат и клоун фрик-шоу (Эрни Хадсон) тренируется в чтении мыслей на своей жене (Джоан Чен), которая хочет сбежать от него с возлюбленным глотателем огня (Джон Лафлин). |                     |                             |                         |                          |
| 5  | Люди, которые живут в латунном катафалке (англ. People Who Live in Brass Hearses) | Рассел Малкэхи      | Скотт Нимерфро              | October 13, 1993 (HBO)  | The Vault of Horror #27  |
| 5  | Мелкий мошенник (Билл Пэкстон) вместе с своим недалёким братцем (Брэд Дуриф) решил отомстить водителю фургончика с мороженым (Майкл Лернер), который в прошлом упёк его за решетку, но их ждал неприятный сюрприз, когда они попытались ограбить склад мороженщика. |                     |                             |                         |                          |
| 6  | Двое для показа (англ. Two for the Show) | Кевин Хукс          | Эй. Д. Катц и Гилберт Адлер | October 20, 1993 (HBO)  | Crime SuspenStories #17  |
| 6  | Женоубийца (Дэвид Пеймер) и коп со своими проблемами в браке (Винсент Спано) затеяли между собой игру в кошки-мышки в поезде. Также в ролях Трейси Лордз. |                     |                             |                         |                          |
| 7  | Дом ужаса (англ. House of Horror) | Боб Гейл            | Боб Гейл                    | October 27, 1993 (HBO)  | Tales From The Crypt #21 |
| 7  | Троим кандидатам в студенческое братство их жестокий лидер (Кевин Диллон) в качестве последнего испытания на посвящении поручает подняться на чердак «дома с привидениями». Сам лидер вскоре обнаруживает, что с этим домом связана девушка из местного сестринства, которая его привлекает (Мередит Селенджер), и она и всё её сестринство хранят одну зловещую тайну. Также снимались Брайан Краузе и Уилл Уитон. |                     |                             |                         |                          |
| 8  | Хорошо сыгранная роль (англ. Well Cooked Hams) | Эллиот Сильверштайн | Эндрю Кевин Уокер           | November 3, 1993 (HBO)  | Tales from the Crypt #27 |
| 8  | В отчаянной попытке оживить своё выступление молодой фокусник (Билли Зейн) убивает своего наставника (Мартин Шин) и крадёт секрет его коронного номера под названием «Ящик Смерти». |                     |                             |                         |                          |
| 9  | Наука убивать (англ. Creep Course) | Джеффри Боам        | Джеффри Боам                | November 10, 1993 (HBO) | The Haunt of Fear #23    |
| 9  | «Книжный червь» Стелла Бишоп (Нина Семашко) и футболист Реджи Скальник (Энтони Холл) учатся у жесткого профессора-египтолога Финли (Джеффри Джонс). Реджи приглашает девушку к в гости к профессору, и завлекает её для погребения с мумией Рамзеса. Однако девушка очень хорошо знает историю о несчастной любви и ревнивости восставшего фараона.                                                                 |                     |                             |                         |                          |
| 10 | Наступил рассвет (англ. Came the Dawn) | Ули Эдель           | Рон Финли                   | November 17, 1993 (HBO) | Shock Suspenstories #9   |
| 10 | Роджер (Пэрри Кинг) едет по дождливому, ночному шоссе и подбирает Норму (Брук Шилдс), у которой сломалась машина. Роджер предлагает поехать к нему домой и провести время. За ужином он узнаёт её страшную тайну, но его тайна ещё более ужасна. |                     |                             |                         |                          |
| 11 | Хороша та нефть, что хорошо кончается (англ. Oil's Well That Ends Well) | Пол Абаскал         | Скотт Нимерфро              | November 24, 1993 (HBO) | Tales from the Crypt #34 |
| 11 | Хороший актёр (Лу Филлипс) и его девушка (Присцилла Пресли) планируют очередную аферу в небольшом городе, стоящем на месторождении нефти. Они замечательно играют свои роли, но в высшей лиге не место женщинам… |                     |                             |                         |                          |
| 12 | Ужас на половину (англ. Half-Way Horrible) | Грегори Вайден      | Грегори Вайден              | December 1, 1993 (HBO)  | The Vault of Horror #26  |
| 12 | Двуличный делец (Клэнси Браун) перед презентацией своего нового консерванта обнаруживает, что все его ключевые партнёры убиты, а убийца ближе чем он думает. Также снимались Martin Kove, Jon Tenney, Costas Mandylor, Charles Martin Smith, и Чич Марин. |                     |                             |                         |                          |
| 13 | Пока смерть не разделит нас на части (англ. Till Death Do We Part) | Питер Илифф         | Питер Илифф                 | December 8, 1993 (HBO)  | The Haunt of Fear #12    |
| 13 | Молодой повеса (Джон Стэймос), любовник женщины-главаря мафии (Эйлин Бреннан), затеял роман с молодой официанткой (Кейт Вернон), и ему было приказано убить её собственноручно, как только подружке-мафиози стало известно об этой связи. Этот эпизод явно снят под влиянием короткого рассказа «Случай на мосту через Совиный ручей» Амброза Бирса.                                                                |                     |                             |                         |                          |

### Сезон 6 (1994—1995)
| #  | Название | Режиссёр              | Сценарист(ы)                | Эфир                    | По мотивам               |
| -- | --- | --------------------- | --------------------------- | ----------------------- | ------------------------ |
| 1  | Да будут меры вины и кары всегда равны (англ. Let the Punishment Fit the Crime) | Расселл Малкаи        | Рон Финли                   | October 31, 1994 (HBO)  | Vault of Horror #33      |
| 1  | Энергичная дама-адвокат (Кэтрин О'Хара) попадает в очень свирепый суд за ничтожный проступок в чужом городе, за который ей приходится едва ли не поплатиться жизнью. |                       |                             |                         |                          |
| 2  | Неглубоко (Обезличенное знакомство) (англ. Only Skin Deep) | Уилльям Мэлоун        | Дик Биб                     | October 31, 1994 (HBO)  | Tales from the Crypt #38 |
| 2  | На закрытой костюмированной вечеринке уставший от жизни бухгалтер (Питер Онорати) знакомится с прекрасной таинственной красоткой в ужасающей маске (Шерри Роуз). На утро он открывает её страшные тайны, когда её маска оказывается совершенно не маской… |                       |                             |                         |                          |
| 3  | Джакузи (Водоворот) (англ. Whirlpool) | Мик Гаррис            | Гилберт Адлер и Эй. Л. Катц | October 31, 1994 (HBO)  | Vault of Horror #32      |
| 3  | Молодой художнице комиксов (Рита Раднер) выпадает не самый лучший день в жизни, заканчивающийся трагически. Но на утро день повторяется заново… |                       |                             |                         |                          |
| 4  | Операция дружба (англ. Operation Friendship) | Роланд Меса           | Роб Росс                    | November 9, 1994 (HBO)  | Tales From The Crypt #41 |
| 4  | Молодой компьютерщик (Тейт Донован) страдает от своего вымышленного друга (Питер Добсон), безуспешно стараясь его игнорировать. |                       |                             |                         |                          |
| 5  | Месть — это безумие (Месть обездоленных) (англ. Revenge is the Nuts) | Джонас МакКорд        | Шелл Вилленс                | November 16, 1994 (HBO) | Valut of Horror #20      |
| 5  | Жестокий попечитель приюта для слепых (Энтони Зерби) получает по заслугам от рук всех тех, над кем измывался. |                       |                             |                         |                          |
| 6  | Взятка (англ. The Bribe) | Рамон Менендес        | Скотт Нимерфро              | November 23, 1994 (HBO) | Shock SuspenStories #7   |
| 6  | Пожарный инспектор (Терри О’Куинн) получает больше, чем ожидал от рискованной сделки со скользким владельцем стрип-клуба (Эсай Моралес). |                       |                             |                         |                          |
| 7  | Яма (англ. The Pit) | Джон Харрисон         | Джон Харрисон               | November 30, 1994 (HBO) | Vault of Horror #40      |
| 7  | Двое мастеров боевых искусств (Марк Дакаскос и Стоуни Джексон) должны биться до смерти, стравленные своими властными жёнушками (Дебб Даннинг и Марджин Холден). |                       |                             |                         |                          |
| 8  | Убийца (англ. The Assassin) | Мартин Фон Хасельберг | Скотт Нимерфро              | December 7, 1994 (HBO)  | Shock SuspenStories #17  |
| 8  | Группа оперативников вторгнулась в дом домохозяйки (Шелли Хэк) в поисках её мужа, который, как они считают, является дезертировавшим убийцей ЦРУ. Также снимались Кори Фельдман, Джонатан Бэнкс и Челси Филд. |                       |                             |                         |                          |
| 9  | Оставленные в ужасе (англ. Staired in Horror) | Стивен Хопкинс        | Колман Дэкей и Teller       | December 14, 1994 (HBO) | Vault of Horror #23      |
| 9  | Беглец (Даниель Суини) находит убежище у женщины (Рэйчел Тикотин), чей дом проклят, в каждом этаже здания возраст меняется… |                       |                             |                         |                          |
| 10 | На вершине (англ. In the Groove) | Винсент Спано         | Колман Дэкей и Джек Темчин  | December 21, 1994 (HBO) | Crime SuspenStories #21  |
| 10 | Ведущий радиопрограммы Гэри (Мигель Феррер) владеет половиной радиостанции. Второй половиной владеет его сестра, которая всем заправляет. Передача Гэри не пользуется популярностью. Сестра подбирает ему напарницу Вэл (Линда Досетт), с которой рейтинг программы взлетает. Во время одного эфира Гэри разражается гневной тирадой в адрес своей матери, и сестра отстраняет его от эфира. Гэри договаривается с Вэл убить сестру, но всё пошло совсем не так, как он задумал… В одной из ролей снимался Сол Хадсон. |                       |                             |                         |                          |
| 11 | Вечеринка с сюрпризом (англ. Surprise Party) | Эллиотт Сильверштайн  | Колман Дэкей и Том Лайонс   | December 28, 1994 (HBO) | Vault of Horror #37      |
| 11 | Человек (Адам Сторке) убивает своего отца (Рэнс Говард) чтобы унаследовать его дом, но для него окажется сюрпризом, что дом — проклят. |                       |                             |                         |                          |
| 12 | Доктор ужаса (англ. Doctor of Horror) | Ларри Уилсон          | Ларри Уилсон                | January 4, 1995 (HBO)   | Vault of Horror #13      |
| 12 | Двое охранников-разгильдяев (Хэнк Азариа и Трэвис Тритт) помогли безумному доктору (Остин Пендлтон) в его изысканиях, цель которых — похитить души из трупов недавно умерших людей. |                       |                             |                         |                          |
| 13 | Наступление рассвета (англ. Comes the Dawn) | Джон Херзфелд         | Скотт Нимерфро              | January 11, 1995 (HBO)  | Haunt of Fear #26        |
| 13 | Двое охотников-браконьеров, военных в отставке, (Майкл Айронсайд и Брюс Пейн) становятся добычей вампиров во время похода в Арктике, но они не знают что наступила полярная ночь… |                       |                             |                         |                          |
| 14 | Почти 100% чистый ужас (англ. 99 & 44/100% Pure Horror) | Родман Флендер        | Родман Флендер              | January 18, 1995 (HBO)  | Vault of Horror #23      |
| 14 | Самовлюблённая молодая художница, зацикленная на крови, (Кристи Конауэй) впадает в бешенство, когда её муж (Брюс Дэвисон), мыловаренный магнат, увольняет её. |                       |                             |                         |                          |
| 15 | Ты — убийца (англ. You, Murderer) | Роберт Земекис        | Эй. Л. Катц и Гилберт Адлер | January 25, 1995 (HBO)  | Shock SuspenStories #14  |
| 15 | Труп, удивительно похожий на Хамфри Богарта, рассказывает историю лжи, похоти и убийства, своеобразная мрачная дань уважения фильмам нуар. |                       |                             |                         |                          |

### Сезон 7 (1996)
| #  | Название | Режиссёр          | Сценарист(ы)                              | Эфир                 | По мотивам               |
| -- | --- | ----------------- | ----------------------------------------- | -------------------- | ------------------------ |
| 1  | Смертельное превращение (англ. Fatal Caper) | Боб Хоскинс       | Гилберт Адлер, Колман Дэкей и Эй. Л. Катц | April 19, 1996 (HBO) | Tales From the Crypt #20 |
| 1  | Пожилой богач (Лесли Филлипс) делает оговорку в своём завещании — два его сына (Грег Вайс, Джеймс Саксон) должны найти своего давно пропавшего брата (Наташа Ричардсон), либо их доля наследства пойдёт на благотворительность. |                   |                                           |                      |                          |
| 2  | Последний долг (англ. Last Respects) | Фредди Фрэнсис    | Скотт Нимерфро                            | April 26, 1996 (HBO) | Tales From The Crypt #23 |
| 2  | Трём сёстрам (Эмма Сэммс, Керри Фокс, Джулия Кокс) кажется, что они нашли выход из своих проблем, когда они находят лапу обезьяны, которая исполняет их желания. |                   |                                           |                      |                          |
| 3  | Незначительный случай убийства (англ. A Slight Case of Murder) | Брайан Хелгеланд  | Брайан Хельгеланд                         | May 3, 1996 (HBO)    | Vault of Horror #33      |
| 3  | Игра в кошки-мышки начинается между женщиной-романистом (Франческа Аннис) и её ревнивым мужем (Кристофер Кейзнов), когда он обвиняет её в измене с сыном их любопытных соседей. |                   |                                           |                      |                          |
| 4  | Побег (англ. Escape) | Питер МакДональд  | Гилберт Адлер и Эй. Л. Катц               | May 17, 1996 (HBO)   | Vault of Horror #16      |
| 4  | Вторая мировая война. Двое нацистов — предатель (Мартин Кемп) и человек, которого он предал, — попадают в лагерь для пленных, где им придётся работать в команде, чтобы сбежать. |                   |                                           |                      |                          |
| 5  | Ужас в ночи (англ. Horror in the Night) | Расселл Малкаи    | Джон Харрисон                             | May 24, 1996 (HBO)   | Vault of Horror #12      |
| 5  | Похититель бриллиантов (Джеймс Уилби) после того, как его подстрелили, прячется в отеле и встречает там красивую женщину (Элизабет Макговерн), которую видит только он. |                   |                                           |                      |                          |
| 6  | Холодная война (англ. Cold War) | Энди Морган       | Скотт Нимерфро                            | May 31, 1996 (HBO)   | Tales From The Crypt #43 |
| 6  | Любовники Кэмми (Джейн Хоррокс) и Форд (Юэн Макгрегор) — преступники, но Кэмми решает «завязать». Она приводит человека, который напоминает им, почему они так идеально подходят друг другу. |                   |                                           |                      |                          |
| 7  | Похититель (англ. The Kidnapper) | Джеймс Х. Спенсер | Джон Харрисон и Скотт Нимерфро            | June 7, 1996 (HBO)   | Shock SuspenStories #12  |
| 7  | Обычный молодой человек (Стив Куган) даёт приют бездомной беременной женщине (Джулия Савала) и влюбляется в неё, но, когда рождается ребёнок, в нём просыпается ревность, и он решает избавиться от малыша навсегда. |                   |                                           |                      |                          |
| 8  | Послание из могилы (англ. Report from the Grave) | Уилльям Мэлоун    | Уилльям Мэлоун                            | June 14, 1996 (HBO)  | Vault of Horror #15      |
| 8  | Молодой человек (Джеймс Фрейн) одержим любой ценой воскресить свою возлюбленную, которая погибла из-за машины, им же созданной для собирания мыслей мертвецов. |                   |                                           |                      |                          |
| 9  | Курение убивает (англ. Smoke Wrings) | Мэнди Флэтчер     | Лиза Сандоваль                            | June 21, 1996 (HBO)  | Vault of Horror #34      |
| 9  | Молодой человек (Дэниел Крейг) со странным устройством был принят в рекламную компанию большой начальницей, но начальница и не подозревает, что новый работник в сговоре с ненавидящим её бывшим партнёром по бизнесу (Пол Фримен), жаждущим мести. |                   |                                           |                      |                          |
| 10 | О лице (англ. About Face) | Том Сандерс       | Гилберт Адлер, Эй. Л. Катц и Ларри Уилсон | June 28, 1996 (HBO)  | Haunt of Fear #27        |
| 10 | Коррумпированный священник (Энтони Эндрюс) обнаруживает, что является пропавшим отцом двух девочек-близняшек: красивой, воспитанной Анжелики и агрессивной, неотёсанной Лии (Анна Фрил), впоследствии совсем обезумевшей от мыслей, что отец вновь бросит её. |                   |                                           |                      |                          |
| 11 | Конфессия (англ. Confession) | Питер Хьюитт      | Скотт Нимерфро                            | July 5, 1996 (HBO)   | Shock SuspenStories #4   |
| 11 | Сценарист (Эдди Иззард) обнаруживает, что он — главный подозреваемый в городе, где неистовствует серийный убийца, обезглавливающий женщин. |                   |                                           |                      |                          |
| 12 | Ухо сегодня… вернётся завтра (англ. Ear Today… Gone Tomorrow) | Кристофер Харт    | Эд Тапия                                  | July 12, 1996 (HBO)  | Haunt of Fear #11        |
| 12 | Проигравшийся медвежатник (Роберт Линдси) с небольшой потерей слуха впутался в игру между мафиози и его экзотичной женой и в итоге получает слуховую систему совы. |                   |                                           |                      |                          |
| 13 | Третий поросёнок (англ. The Third Pig) | Билл Копп         | Билл Копп и Пэм Вентура                   | July 19, 1996 (HBO)  | Оригинальный сценарий    |
| 13 | В этом сумасшедшем анимированном пересказе старой сказки «Три поросёнка» большой и плохой Волк (Бобкэт Голдтуэйт), устроивший бойню двум поросятам (Брэд Гарретт и Чарли Адлер) и оставивший третьего поросёнка (Кэм Кларк), осуждён за убийство. Чтобы отомстить, призраки братьев вдохновляют третьего поросёнка на создание чудовища Франкен-свина, чтобы избавиться от Волка. |                   |                                           |                      |                          |